# Calophasia pintori
Calophasia pintori är en fjärilsart som beskrevs av Turati 1924. Calophasia pintori ingår i släktet Calophasia och familjen nattflyn. Inga underarter finns listade i Catalogue of Life.